# Wapen van Goor

Wapen van Goor.

Het wapen van Goor is op 24 november 1819 door de Hoge Raad van Adel aan de toenmalige Nederlandse gemeente Goor toegekend. In 2001 is de gemeente opgeheven en opgegaan in de nieuw ontstane gemeente Hof van Twente. Na de fusie is het wapen opgegaan in het wapen van Hof van Twente.

## Geschiedenis
De stad Goor verkreeg haar stadsrechten in 1263, rond deze tijd is vermoedelijk ook een stadswapen en/of stadszegel aangenomen. Het oudste bekende zegel stamt uit 1410, hierop staat een gevoet kruis, de uiteinden van de armen lopen uit, met 4 zesbladerige rozen afgebeeld. Gelijke afbeeldingen stammen uit 1568 en 1648, de laatste heeft echter geen zesbladerige maar vijfbladerige rozen. Hoe de stad aan dit wapen is gekomen is niet duidelijk. De bisschop van Utrecht, Hendrik van Vianden, gebruikte geen wapen met rozen of een kruis erin. 

### Legende
Over de verlening van het wapen bestaat een legende, deze verhaalt dat er na het verlenen van de stadsrechten geen wapen verleend werd. De burgerij heeft meermalen gepoogd een wapen verleend te krijgen van de bisschop van Utrecht, uiteindelijk waren de burgers het zat en hielden zij de bisschop staande. Ze maakten aan de bisschop duidelijk dat zij op zeer korte termijn een stadswapen van hem verlangden. De bisschop werd hierop kwaad, haalde een bos mispels uit zijn zak en wierp deze in een hoop verse koemest. Hierop riep hij dat dit voortaan het wapen van de stad zou zijn. 
De burgerij stoorde zich niet aan de belediging en plaatste de bloemen in het wapen. De bisschop voegde een kruis toe aan het wapen en verleende het aan de stad. In 1819 werd het wapen aan de stad verleend door de Hoge Raad van Adel, maar met een vijfbladerige kroon, Goor had zitting in de Provinciale Staten.

## Blazoen
De beschrijving van het wapen van Goor luidt als volgt:
Van rood beladen met een kruis van zilver en gekantonneerd van een mispelbloem van zilver, gepunt van groen. Het schild gedekt met een gouden kroon.
Hierbij dient vermeld te worden dat het wapen gekroond wordt door een markiezenkroon van vijf bladeren. De afgebeelde bloemen zijn geen mispelbloemen maar rozen, deze zijn in elk van de vier hoeken van het wapen geplaatst.

## Vergelijkbare wapens
De volgende wapens zijn te vergelijken met die van Goor:

Het wapen van het Sticht Utrecht
Het wapen van het rooms katholieke aartsbisdom Utrecht
Het wapen van de provincie Utrecht
Het wapen van Hof van Twente